# Troglophilus marinae
Troglophilus marinae är en insektsart som beskrevs av Rampini och Di Russo 2003. Troglophilus marinae ingår i släktet Troglophilus och familjen grottvårtbitare. Inga underarter finns listade i Catalogue of Life.